# St. Paul (Oregon)
St. Paul az Amerikai Egyesült Államok északnyugati részén, Oregon állam Marion megyéjében elhelyezkedő város, a salemi statisztikai körzet része. A 2020. évi népszámlálási adatok alapján 434 lakosa van.
Névadója a François Norbert Blanchet érsek által alapított Szent Pál misszió. Városi rangot 1901-ben kapott.

## Története
1836-ban a telepesek fatemplomot építettek, amelyet 1839-ben François Norbert Blanchet későbbi érsek felszentelt, és Pál apostolról nevezett el. Az 1846-ban emelt katolikus templom a régió legrégebbi téglaépülete.
A posta 1874 óta működik.

### Temető
Az 1839-ben alapított temető William Canyon nyughelye, aki az amerikai függetlenségi háború egyetlen Oregonban eltemetett áldozata, akinek személyazonossága ismert. Az 1930-as években tévedésben kettő kivételével az összes sírkövet elbontották. A temetőben 535 telepes és őslakos van eltemetve. 2005-ben emlékfalat állítottak; az eseményre a Grand Ronde-i törzsközösség tagjai is hivatalosak voltak.
Eredetileg Blanchet érsek nyughelye is itt volt, de maradványait később az 1875-ben alapított katolikus temetőbe helyezték át.

## Népesség
A 2010-es népszámláláskor a városnak 421 lakója, 147 háztartása és 113 családja volt. A népsűrűség 554 fő/km2. A lakóegységek száma 151, sűrűségük 198,7 db/km2. A lakosok 94,1%-a fehér,  0,5%-a indián,   4,8%-a egyéb, 0,7%-a pedig kettő vagy több etnikumú. A spanyol vagy latino származásúak aránya 14,7% (   )
A háztartások 43,5%-ában élt 18 évnél fiatalabb. 66% házas, 6,1% egyedülálló nő, 4,8% egyedülálló férfi, 23,1% pedig nem család. 20,4% egyedül élt; 9,5%-uk 65 éves vagy idősebb. Egy háztartásban átlagosan 2,86 személy élt; a családok átlagmérete 3,28 fő.
A medián életkor 38 év volt. A város lakóinak 30,9%-a 18 évesnél fiatalabb, 4,9% 18 és 24 év közötti, 26,5%-uk 25 és 44 év közötti, 25,7%-uk 45 és 64 év közötti, 12,4%-uk pedig 65 éves vagy idősebb. A lakosok 49,2%-a férfi, 50,8%-a pedig nő.

## Kultúra
1935 óta minden július negyedikén megrendezik az ország egyik legnagyobb rodeóját. A Professional Bull Riders nyaranta bikarodeó-versenyt tart.
A városközpont, valamint az ott álló katolikus templom szerepelnek a történelmi helyek jegyzékében.

## Oktatás
A város közoktatási intézményeinek fenntartója a St. Pauli Tankerület. A St. Paul Parochial School egyházi fenntartású általános iskola.

## Közlekedés
A város közúton az Oregon Route 219-en közelíthető meg.

## Nevezetes személy
- Herman Pillette, baseballjátékos[16]

## Fordítás
- Ez a szócikk részben vagy egészben  a   St. Paul, Oregon című angol Wikipédia-szócikk ezen változatának fordításán alapul.  Az eredeti cikk szerkesztőit annak laptörténete sorolja fel. Ez a jelzés csupán a megfogalmazás eredetét és a szerzői jogokat jelzi, nem szolgál a cikkben szereplő információk forrásmegjelöléseként.